# Свердловская область
Свердло́вская о́бласть — субъект Российской Федерации, занимающий часть территорий Среднего и Северного Урала, а также Западной Сибири. Входит в состав Уральского федерального округа, является частью Уральского экономического района. Административный центр — город Екатеринбург.
На западе область граничит с Пермским краем, на севере с Республикой Коми, на северо-востоке с Ханты-Мансийским автономным округом — Югрой, на востоке с Тюменской областью, на юго-востоке с Курганской, на юге с Челябинской областью, а на юго-западе с Республикой Башкортостан.
В Российской империи территория современной области входила в состав Сибирской губернии, Пермского наместничества, а затем Пермской губернии. Исторически области предшествовала Екатеринбургская губерния, существовавшая в 1919—1923 годах. Свердловская область была образована в составе РСФСР 17 января 1934 года при разделении Уральской области, в нынешних границах область существует с 1938 года после выделения из её состава Пермской области.
18 апреля 2023 года на территории области учреждён знак отличия «Трудовая доблесть Урала».

## Название
Область получила название от своего административного центра — города Свердловска (ныне Екатеринбург). Название появилось 17 января 1934 года в связи с образованием самой области. После переименования Свердловска в Екатеринбург область переименована не была.
Во времена Российской империи существовала Екатеринбургская область как административно-территориальная единица из 8 уездов внутри Пермского наместничества, включавшего также Пермскую область (после передачи Челябинского уезда Уфимскому наместничеству уездов осталось 7).

## Физико-географическая характеристика

### География

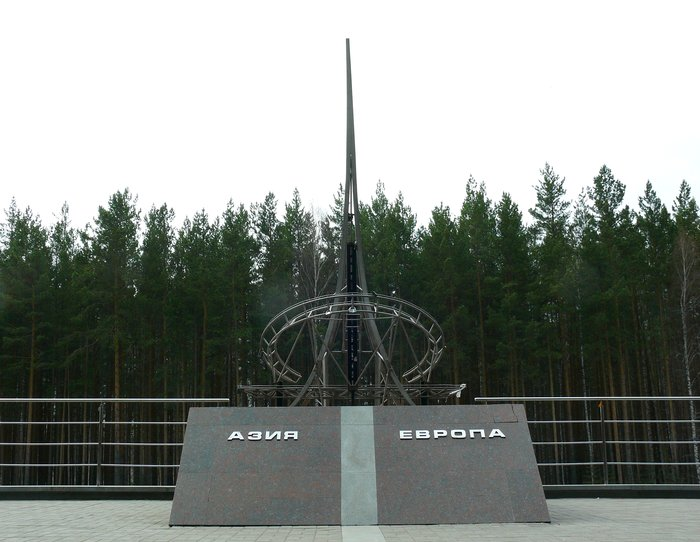

Свердловская область — крупнейший регион Урала, расположенный на границе Европы и Азии. Область занимает бо́льшую часть средней и примерно половину северной системы Уральских гор, а также западную окраину Западно-Сибирской равнины. Площадь равна 194 226 км², протяжённость с севера на юг — 660 км, а с запада на восток —560 км.
Высшая точка — гора Конжаковский Камень (1569 м). Самая северная точка — гора Яныгхачечахль (1023,8 м).
Главные реки относятся к бассейну Оби (Тавда, Тура, Пышма, Исеть) и Камы (Чусовая, Уфа, Сылва). Многие реки зарегулированы: по состоянию на 2022 год, в Свердловской области 128 водохранилищ (искусственных водоёмов объёмом более 1 млн м³ каждое). Общий объём их составляет 2,4 км³, в том числе 38 водохранилищ объёмом более 10 млн м³, из них 6 водохранилищ имеют объём более 100 млн м³.
Самые крупные озёра области — Пелымский Туман площадью 65,7 км², Большая Индра площадью 32,3 км² и Большой Вагильский Туман площадью 31,3 км². Крупнейшие водораздельные озёра — Исетское (24 км²) и Таватуй (21,2 км²).

### Климат
Климат континентальный; средняя температура января от −16 до −20 °C , средняя температура июля от +19 до +20 °C; количество осадков — около 500 мм в год.

### Флора и фауна
Растительность: хвойные и смешанные леса, на крайнем юго-востоке участки лесостепи. Леса занимают 82,3 % территории Свердловской области. В общей площади спелых лесов берёза занимает 35 %, сосна — 35 %, ель — 16 %, осина и кедр — по 6 %. На территории области расположены 536 особо охраняемых природных территорий, которые занимают 7,53 % территории региона.
Фауна Свердловской области представляет собой типичный лесной комплекс, включающий виды с полизональными типами ареалов. На территории области зарегистрировано 66 видов млекопитающих, 228 видов птиц, 6 видов пресмыкающихся, 9 видов земноводных, 48 видов рыб. Некоторые виды были искусственно расселены. Например, кабан впервые был отмечен в Свердловской области в 1969 году. После этого с 1978 года велись работы по искусственному расселению этих животных — в течение 7 лет выпустили 656 кабанов. В результате в 2022 году численность кабана в Свердловской области достигала 18 тысяч особей, которые обитали даже в Ивдельском районе.

### Часовой пояс
Свердловская область находится в часовой зоне МСК+2. Смещение применяемого времени относительно UTC составляет +5:00.

## История
Территория области была заселена с древнейших времён. На землях области найдены многочисленные стоянки древнего человека, датируемые от палеолита до железного века. К верхнему палеолиту относятся Гаринская стоянка на правом берегу Сосьвы у посёлка Гари (Гари, стоянка в гроте Шайтанском, стоянка в гроте Безымянном (Х тыс. до н. э.). В 1890 году в окрестностях Калаты был найден Шигирский идол возрастом 11 тыс. лет до настоящего времени (мезолит).
По итогам административных реформ 1780 и 1796 годов на территории современной Свердловской области были образованы Екатеринбургский, Верхотурский, Красноуфимский, Камышловский и Ирбитский уезды Пермской губернии и Туринский уезд Тобольской губернии.
Административная единица — Свердловская область — была выделена из Уральской области 17 января 1934 года. При этом её территория включала нынешний Пермский край и часть Удмуртии.
3 октября 1938 года указом Президиума Верховного Совета СССР из части западных районов была выделена Пермская область, а в состав Свердловской переданы 5 районов Челябинской области и один район Омской (ныне Тюменской). В 1942 году Свердловской области были возвращены Каменский и Покровский районы, ранее относившиеся к Челябинской области.
В годы первых пятилеток наряду с реконструкцией старых предприятий были построены такие гиганты индустрии, как «Уралмашзавод», «Уралэлектротяжмаш», инструментальный и шарикоподшипниковый заводы в Свердловске, «Уралвагонзавод» и Нижнетагильский металлургический комбинат в Нижнем Тагиле, в Первоуральске и Каменске-Уральском трубные заводы, Красноуральский и Среднеуральский медеплавильные комбинаты, Уральский алюминиевый завод в Каменске-Уральском и многие другие крупные промышленные объекты.
Во время Великой Отечественной войны в Свердловскую область из других регионов страны было эвакуировано более 200 предприятий, которые продолжили свою работу.
Область дважды была награждена орденом Ленина — высшим орденом СССР: в 1959 году «За достигнутые успехи по подъёму животноводства, перевыполнение плана государственных закупок мяса» и в 1970 году «За большие успехи, достигнутые трудящимися области в выполнении заданий пятилетнего плана по развитию народного хозяйства».

## Население
Численность населения области по данным Росстата составляет 4 221 452 чел. (2025). Плотность населения — 21,73 чел./км² (2025), что почти втрое выше среднего по РФ (8,53). Городское население — 
86,67 % (2022).
| 1926       | 1937       | 1939       | 1941       | 1942       | 1943       | 1944       | 1945       | 1959       |
| ---------- | ---------- | ---------- | ---------- | ---------- | ---------- | ---------- | ---------- | ---------- |
| 3 151 883  | ↗4 126 450 | ↘2 331 176 | ↗2 596 500 | ↗3 170 600 | ↘3 127 100 | ↘3 101 400 | ↘2 841 000 | ↗4 044 416 |
| 1970       | 1979       | 1987       | 1989       | 1990       | 1991       | 1992       | 1993       | 1994       |
| ↗4 319 741 | ↗4 453 491 | ↗4 703 000 | ↗4 716 768 | ↗4 765 879 | ↗4 766 249 | ↘4 754 897 | ↘4 732 538 | ↘4 700 591 |
| 1995       | 1996       | 1997       | 1998       | 1999       | 2000       | 2001       | 2002       | 2003       |
| ↘4 678 975 | ↘4 660 022 | ↘4 641 304 | ↘4 625 057 | ↘4 607 587 | ↘4 577 515 | ↘4 545 942 | ↘4 486 214 | ↘4 477 552 |
| 2004       | 2005       | 2006       | 2007       | 2008       | 2009       | 2010       | 2011       | 2012       |
| ↘4 448 097 | ↘4 428 229 | ↘4 409 731 | ↘4 399 738 | ↘4 395 617 | ↘4 394 649 | ↘4 297 747 | ↘4 297 227 | ↗4 307 594 |
| 2013       | 2014       | 2015       | 2016       | 2017       | 2018       | 2019       | 2020       | 2021       |
| ↗4 315 830 | ↗4 320 677 | ↗4 327 472 | ↗4 330 006 | ↘4 329 341 | ↘4 325 256 | ↘4 315 699 | ↘4 310 681 | ↘4 268 998 |
| 2022       | 2023       | 2024       | 2025       |            |            |            |            |            |
| ↘4 263 691 | ↘4 239 161 | ↘4 222 695 | ↘4 221 452 |            |            |            |            |            |

По данным переписи населения 2020—2021 годов, национальный состав Свердловской области следующий:
| Народ                    | Численность | % от числа указавших национальность | % от всего населения |
| ------------------------ | ----------- | ----------------------------------- | -------------------- |
| Русские                  | 3 602 669   | 92,32                               | 84,39                |
| Татары                   | 93 576      | 2,40                                | 2,19                 |
| Таджики                  | 21 803      | 0,56                                | 0,51                 |
| Башкиры                  | 17 286      | 0,44                                | 0,40                 |
| Марийцы                  | 13 998      | 0,36                                | 0,33                 |
| Указавшие национальность | 3 902 190   | 100                                 | 91,41                |
| Всего                    | 4 268 998   | —                                   | 100                  |

### Города
В Свердловской области 47 городов:
- 1 крупнейший (численностью населения более 1 миллиона человек) — Екатеринбург,
- 1 крупный (от 250 тыс. до 1 млн чел.) — Нижний Тагил,
- 2 больших (от 100 тыс. до 250 тыс. чел.) — Каменск-Уральский и Первоуральск,
- 8 средних (от 50 тыс. до 100 тыс. чел.),
- 35 малых (до 50 тыс. чел.).

### Религия
- Русская православная церковь — 464
- Ислам — 55
- Церковь христиан веры евангельской (Пятидесятники) — 51
- Церковь адвентистов седьмого дня — 14
- Иудаизм — 9
- Евангелическо-лютеранская церковь — 9
- Свидетели Иеговы — 9
- Евангельские христиане-баптисты — 5
- Русская православная старообрядческая церковь — 8
- Методистская церковь — 5
- Новоапостольская церковь — 5
- Римско-католическая церковь — 5
- Церковь христиан веры евангельской — 4
- Буддизм — 3
- Церковь полного Евангелия — 3
- Русская православная церковь за рубежом — 2
- Сознание Кришны (вайшнавы) — 3
- Армянская апостольская церковь — 1
- Истинно-православная церковь — 1
- Российская православная свободная церковь — 1
- Церковь Иисуса Христа Святых последних дней (мормоны) — 1
- Церковь Объединения (Муна) — 1
- Еговисты-Ильинцы — 1

Всего — 664.

## Власть

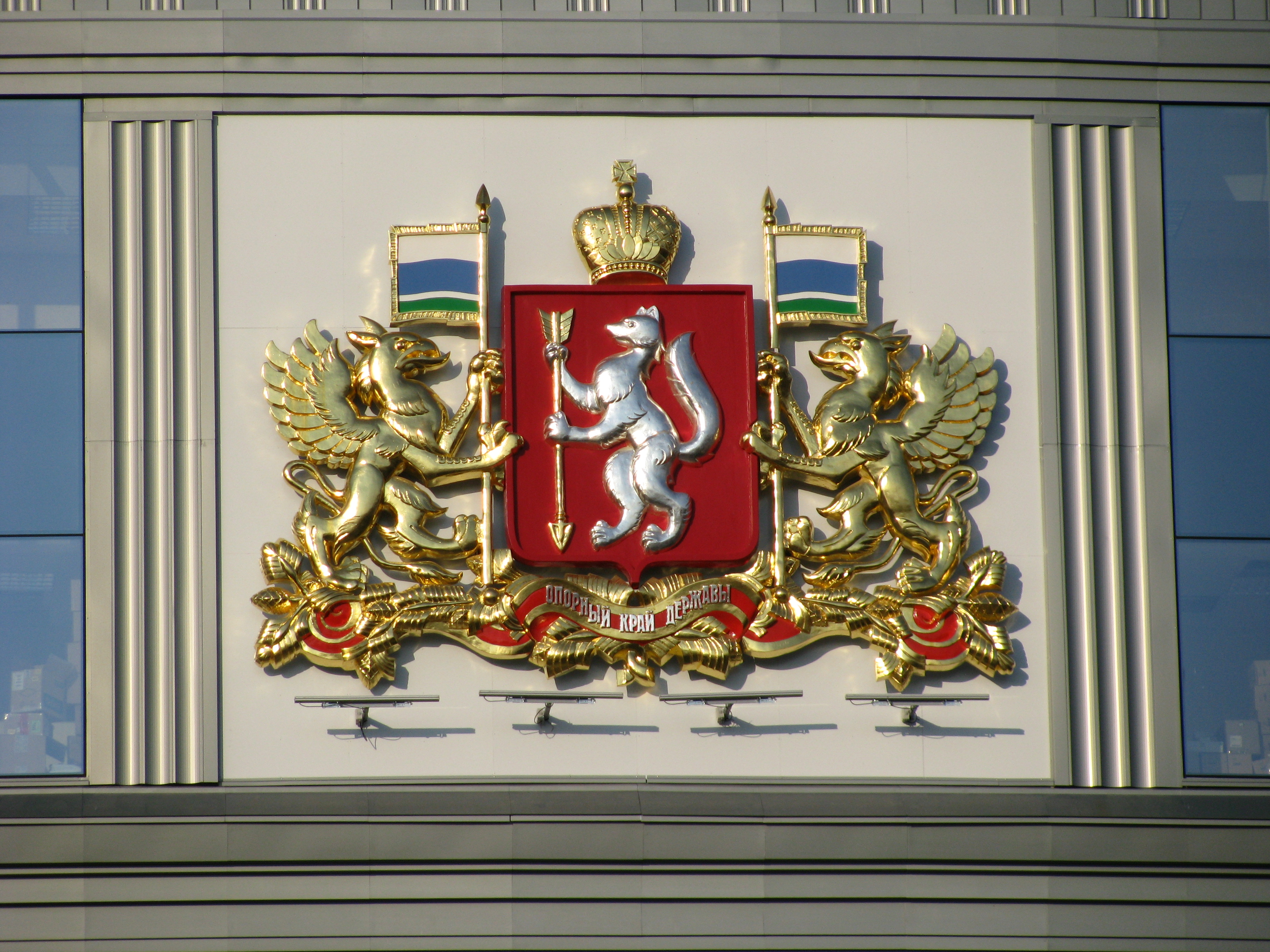
Герб области, установленный на здании Законодательного собрания

Официальным печатным органом свердловской власти является «Областная газета».

### Губернатор
Высшим должностным лицом региона является губернатор, избираемый прямым голосованием избирателей на 5 лет. Действующий глава региона был назначен на свою должность в 2012 году по тогдашнему законодательству, согласно которому губернатор предлагается Президентом РФ и утверждается Законодательным собранием Свердловской области.
29 мая 2012 года в должность губернатора вступил Евгений Владимирович Куйвашев.

### Законодательная власть
Законодательную власть осуществляет Законодательное Собрание, срок полномочий его депутатов — 5 лет. Соответствие законодательных и исполнительных актов Уставу области проверяет Уставный суд.
Председатель Законодательного собрания — Людмила Валентиновна Бабушкина.

### Исполнительная власть
Исполнительным органом является Правительство области, состоящее из министерств, департаментов и управлений. До 2016 года его возглавлял Председатель Правительства, который назначался Областной думой по представлению губернатора. С 2016 года руководство правительством осуществляет Губернатор Свердловской области, а должность председателя упразднена.

### Выборы в Свердловской области
В 1990-х годах население области отличалось относительно высокой поддержкой партий и кандидатов правого и демократического толка. На президентских выборах 1996 года Борис Ельцин, уроженец области, живший в Свердловске до 1980-х годов, набрал более 70 % голосов. На региональных выборах в 2010 году в Свердловской области «Единая Россия» получила минимальную поддержку, относительно других регионов страны — всего 39,79 % избирателей проголосовали за партию власти.

## Экономика

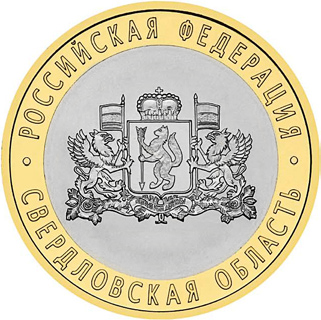
Памятная монета Банка России, «Свердловская область», 10 рублей, 2008 г.

Численность экономически активного населения области на конец марта 2006 года по оценке органов государственной статистики составила 2343,3 тыс. человек. Из него заняты в экономике 2180,6 тыс. человек и 162,7 тыс. человек не имели занятия, но активно его искали и, в соответствии с методологией МОТ, классифицировались как безработные. Официально зарегистрированы в органах государственной службы занятости 41,7 тыс. безработных. Уровень общей безработицы составил 6,9 %, зарегистрированной — 1,8 % к численности экономически активного населения.
В 2013 году средняя заработная плата в Свердловской области составила 22 700 рублей.
По состоянию на первое полугодие 2017 года средняя заработная плата в Свердловской области составила 34 531,7 рубля.
13 февраля 2019 Свердловская область вошла в состав Уральско-Сибирского макрорегиона.

### Международное сотрудничество

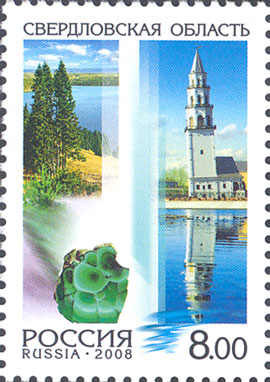
Почтовая марка, 2008 год

В рамках развития международного торгово-экономического и гуманитарного сотрудничества Правительством Свердловской области был заключён ряд соглашений.
Свердловская область занимает седьмое место в России по количеству участников ВЭД. За первые 6 месяцев 2019 года в регионе приняли участие во внешней торговле 1520 импортёров и 658 экспортёров.

### Полезные ископаемые
Полезные ископаемые: золото, платина, асбест, бокситы, минеральное сырьё — железо, никель, хром, марганец и медь. Соответственно, основа региональной экономики — горнодобывающая и металлургическая отрасли промышленности.

### Промышленность

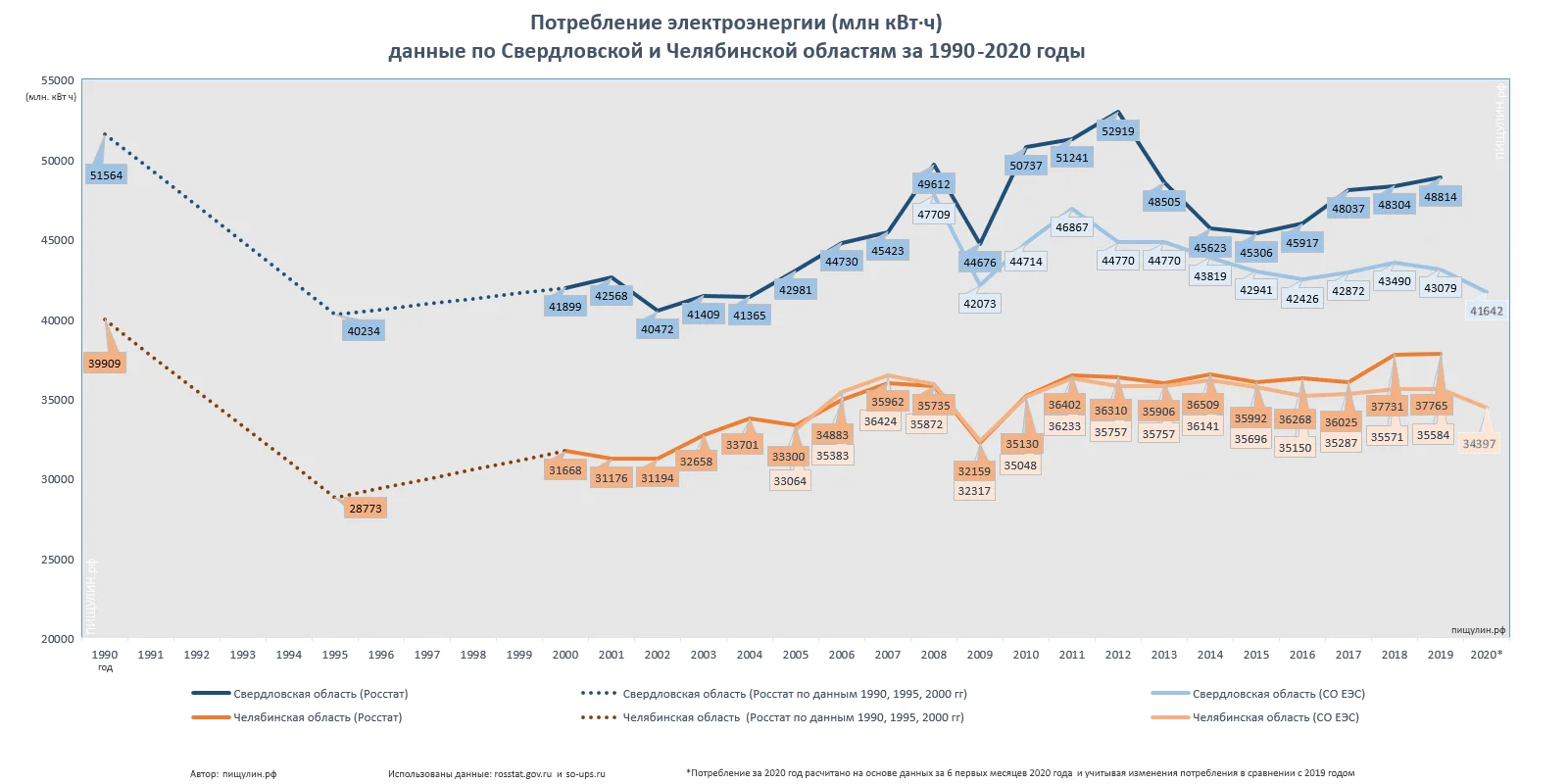
Потребление электроэнергии в Свердловской и Челябинской областях в период с 1990 по 2020 годы

Свердловская область является одним из важнейших промышленных регионов России. В структуре промышленного комплекса доминируют чёрная и цветная металлургия (соответственно 31 % и 19 % объёма промышленного производства), обогащение урана и железной руды, машиностроение.

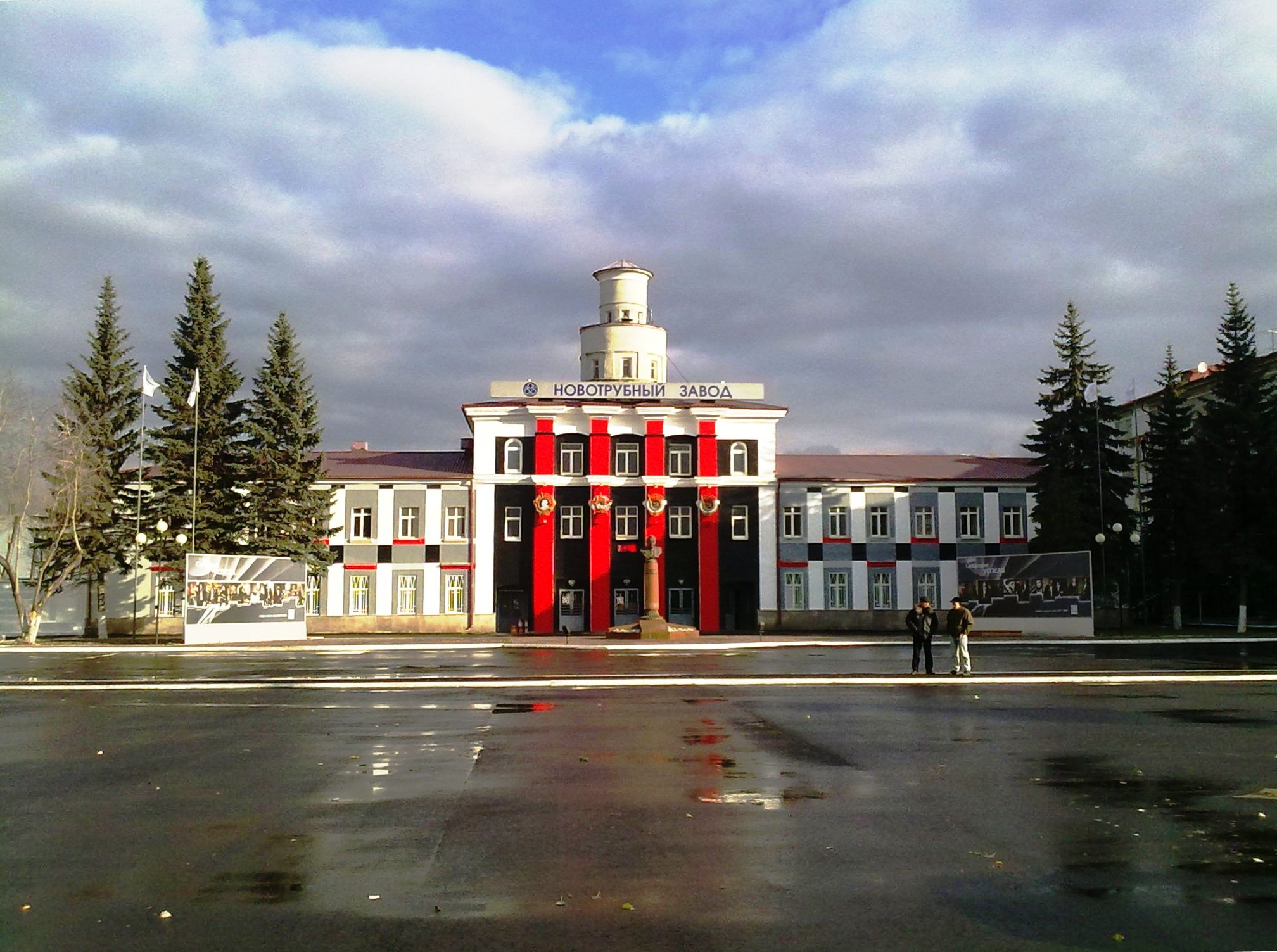
Центральная проходная Первоуральского новотрубного завода

Крупнейшими предприятиями чёрной и цветной металлургии в Свердловской области являются Нижнетагильский металлургический комбинат, Качканарский ГОК «Ванадий», ВСМПО-Ависма, Первоуральский новотрубный завод, Богословский и Уральский алюминиевые заводы, Каменск-Уральский металлургический завод, Синарский трубный завод, Северский трубный завод, а также предприятия Уральской горно-металлургической компании (Уралэлектромедь, Среднеуральский медеплавильный завод, Надеждинский металлургический завод и другие).
Среди машиностроительных отраслей преобладает тяжёлое машиностроение, в том числе ориентированное на нужды ВПК. Важнейшими предприятиями машиностроительного комплекса области являются Уралвагонзавод, Уральский завод тяжёлого машиностроения, Уралэлектротяжмаш, Уралхиммаш, Уральский турбинный завод, Уральский завод гражданской авиации.
В 1981 году основано крупнейшее на Урале птицеводческое предприятие (по производству и переработке мяса бройлеров) — ОАО «Птицефабрика „Рефтинская“».
В Свердловской области расположен крупнейший химический завод России, производящий синтетические смолы — Уралхимпласт.
В 100 км северо-восточнее Екатеринбурга, в посёлке Рефтинском, находится крупнейшая тепловая электростанция в России, работающая на твёрдом топливе — Рефтинская ГРЭС.
С октября 2013 года реализуется государственная программа, направленная на развитие промышленности и науки до 2020 года.
9 февраля 2018 года был утверждён проект создания особой экономической зоны промышленно-производственного типа «Титановая долина» на территории города Екатеринбурга и Сысертского района Свердловской области.

### Транспорт
Свердловская область является важным транспортным узлом — через неё проходят железнодорожные, автомобильные и воздушные трассы общероссийского значения, в том числе Транссибирская железнодорожная магистраль. Густота железнодорожной и автодорожной сети превосходит средние по стране показатели. Крупный международный аэропорт в Екатеринбурге — Кольцово.

### Сельское хозяйство
По природно-климатическим условиям Свердловская область относится к Волго-Вятскому (4) региону.
Область расположена в холодном влажном климате, 32 % почвенного покрова в таёжной зоне и на равнине и на плоскогорье — подзолистые и дерново-подзолистые почвы. 30 % занимают тёмные и серые лесные богатые кремнезёмом почвы с мощным гумусовым слоем, на юго-западе и юго-востоке в лесостепной зоне участки выщелоченных черноземов со слоем гумуса 5-15 % около 60 см, они занимают 5 % площади области. Под земли сельхозназначения выделено 2568 тысяч га, из них площадь пашни 1470 тысяч га. Леса занимают 82 % территории области.
Отрасль животноводства считается приоритетной в сельском хозяйстве региона. Объём производства продукции сельского хозяйства в 2024 году составил 132,4 млрд рублей. Из них 83,9 млрд руб. — продукция животноводства, 48,5 млрд руб. — растениеводства.
Животноводство
На 1 января 2025 года в хозяйствах всех категорий насчитывалось 235,9 тыс. голов крупного рогатого скота, из них коров 104,3 тыс. голов, 375,9 тыс. свиней, 50,0 тыс. овец и коз, 11680 тыс. голов птицы.
В 2024 году произведено 879,6 тыс. тонн молока (+6,8 тыс. тонн), 255,0 тыс. тонн мяса (+7,2 тыс. тонн), 1,6 млрд шт. яиц (уровень самообеспечения 109 %). Основное производство сосредоточено в сельхозорганизациях, на долю хозяйств населения пришлось 10,8 % скота и птицы на убой, 11,9 % молока, 2,6 % яиц.
В 2021 году 52 % молока в Уральском федеральном округе получено в Свердловской области: надоено 630,9 тыс. тонн из 1215,8 тыс. тонн по УФО. При этом средний удой от одной коровы в области 8123 кг молока (+243 кг к 2020 году). Показатель выше значения по Уральскому федеральному округу (7 504 кг) на 8,2 % и выше среднероссийского уровня (7 162 кг) на 13,4 %. По продуктивности коров Свердловская область вошла в 15 лучших регионов России. В 2022 году в сельскохозяйственных организациях и КФХ Свердловской области, по плану, производство молока составит не менее 692 тыс. тонн.
Растениеводство
В Свердловской области в 2022 году рекордный урожай зерна — собрали 930 тыс. тонн. Урожайность составила 28,5 центнеров с гектара.
В 2024 году валовой сбор зерна составил 806,4 тыс. т, урожайность — 26,1 ц/га. Пшеницы собрано 431,8 тыс. т (урожайность — 29,4 ц/га), ячменя — 275,8 тыс. т (23,8 ц/га), гороха — 30,1 тыс. т (19,2 ц/га), ржи — 6,1 тыс. т (26,5 ц/га). Валовой сбор масличных составил 72,2 тыс. т (+19,0 тыс. т), урожайность — 16,0 ц/га. В том числе рапса получено 55,1 тыс. т (19,5 ц/га), подсолнечника — 2,7 тыс. т (15,0 ц/га), сои — 0,3 тыс. т (6,1 ц/га). Урожай картофеля 231,1 тыс. тонн урожайность — 198,7 ц/га и 33,1 тыс. тонн овощей открытого грунта, урожайность — 336,7 ц/га. Капусты получено 9,7 тыс. т (урожайность — 468,0 ц/га), моркови — 15,9 тыс. т (481,6 ц/га), свёклы — 4,7 тыс. т (214,1 ц/га). Общая площадь посевов составила 400 тыс. гектаров, из которых 337 тыс. заняты зерновыми и зернобобовыми культурами, 49,9 тыс. — масличными культурами, 11,8 тыс. — картофелем, овощи открытого грунта на площади 1,1 тыс. гектаров. 362 тыс. гектаров занято под кормовые культуры.

### Кредитные рейтинги
Рейтинговое агентство «Эксперт РА» в 2018 году присвоило области кредитный рейтинг ruAA-. Этот рейтинг подтверждался дважды в году с 2018 по 2025 годы.

## Наука

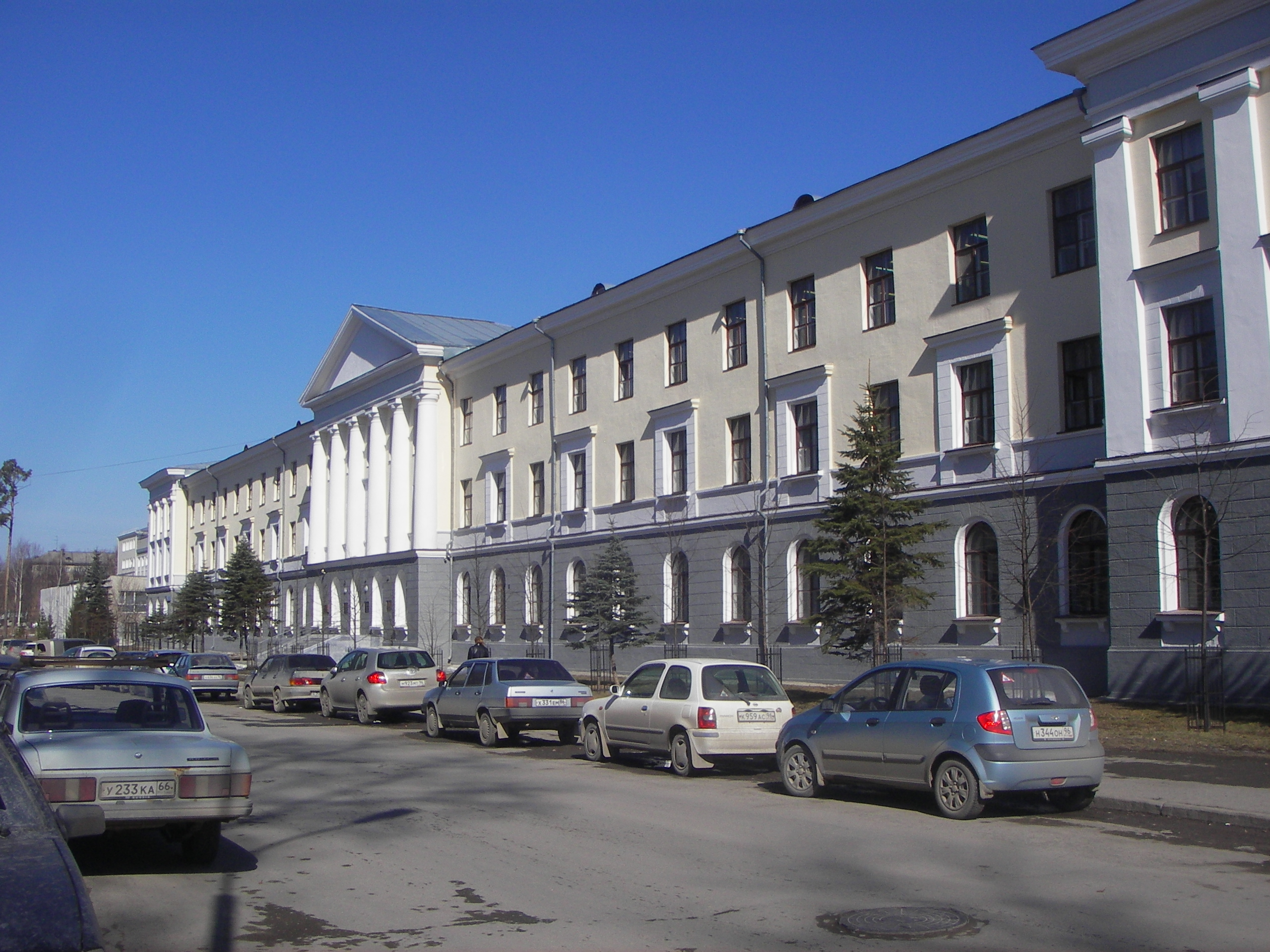
Институт физики металлов Уральского отделения РАН

В научной сфере области работают около 1000 докторов и 5000 кандидатов наук. Уральское отделение Российской академии наук объединяет 22 академических научных института, на территории области находятся более 100 научно-исследовательских, проектных, технологических, конструкторских и других научных учреждений. Некоммерческий сектор науки представлен созданным в 1991 году небольшим Демидовским институтом, который занимается гуманитарными исследованиями, связанными с Уралом.

## Образование

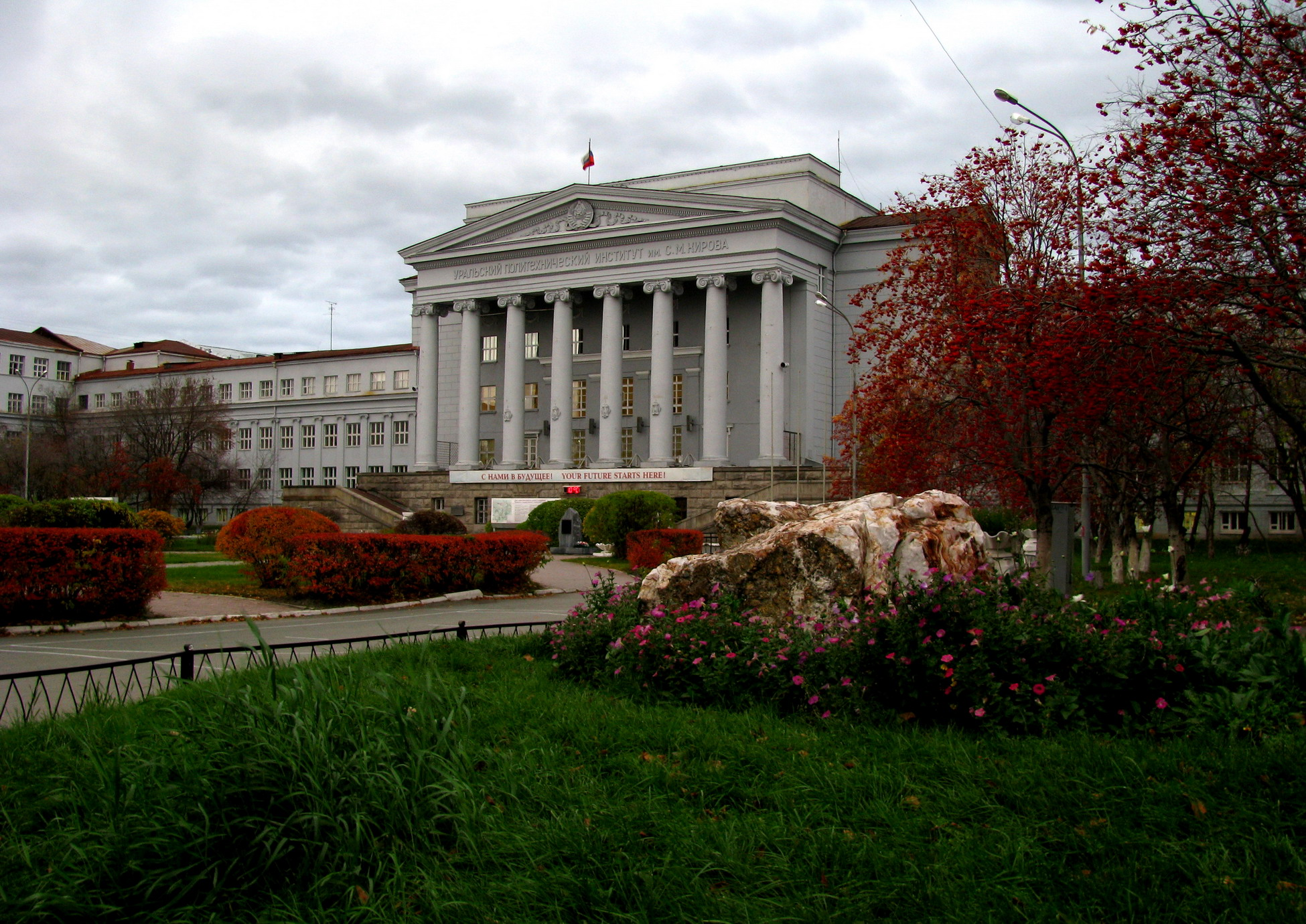
Главный учебный корпус Уральского федерального университета (ранее — УГТУ-УПИ)

На территории области функционируют 1332 дневных и 49 вечерних средних школ, 13 негосударственных общеобразовательных учреждений, 85 государственных средних специальных учебных заведений, 17 государственных, 10 негосударственных и один муниципальный вуз, а также более 30 филиалов. Общая численность обучающихся в вузах Свердловской области составляет около 170 тысяч человек. Старейшим вузом области является Уральский государственный горный университет, основанный в 1914 г. Крупнейший вуз области — Уральский федеральный университет, сформированный на базе слияния в 2011 г. Уральского государственного университета и Уральского государственного технического университета.
Свердловская область является одним из 15 регионов, в которых с 1 сентября 2006 года был введён в качестве регионального компонента образования предмет Основы православной культуры.

## Туризм
Свердловская область известна различными туристическими достопримечательностями. Заводы соседствуют с лесными просторами и горами. На территории Свердловской области находится граница двух континентов. Свердловская область вошла в топ-10 наиболее популярных туристических регионов России в 2017 году: более 2,5 млн туристов посетили её за год (по данным исследования «ТурСтат»).

## Пенитенциарные учреждения
На территории Свердловской области находится большое количество исправительных учреждений. По данным на май 2013 года, в Свердловской области находилось 24 исправительных колонии, 5 колоний-поселений, 3 лечебно-исправительных учреждений, 2 воспитательные колонии.

## Административно-территориальное деление

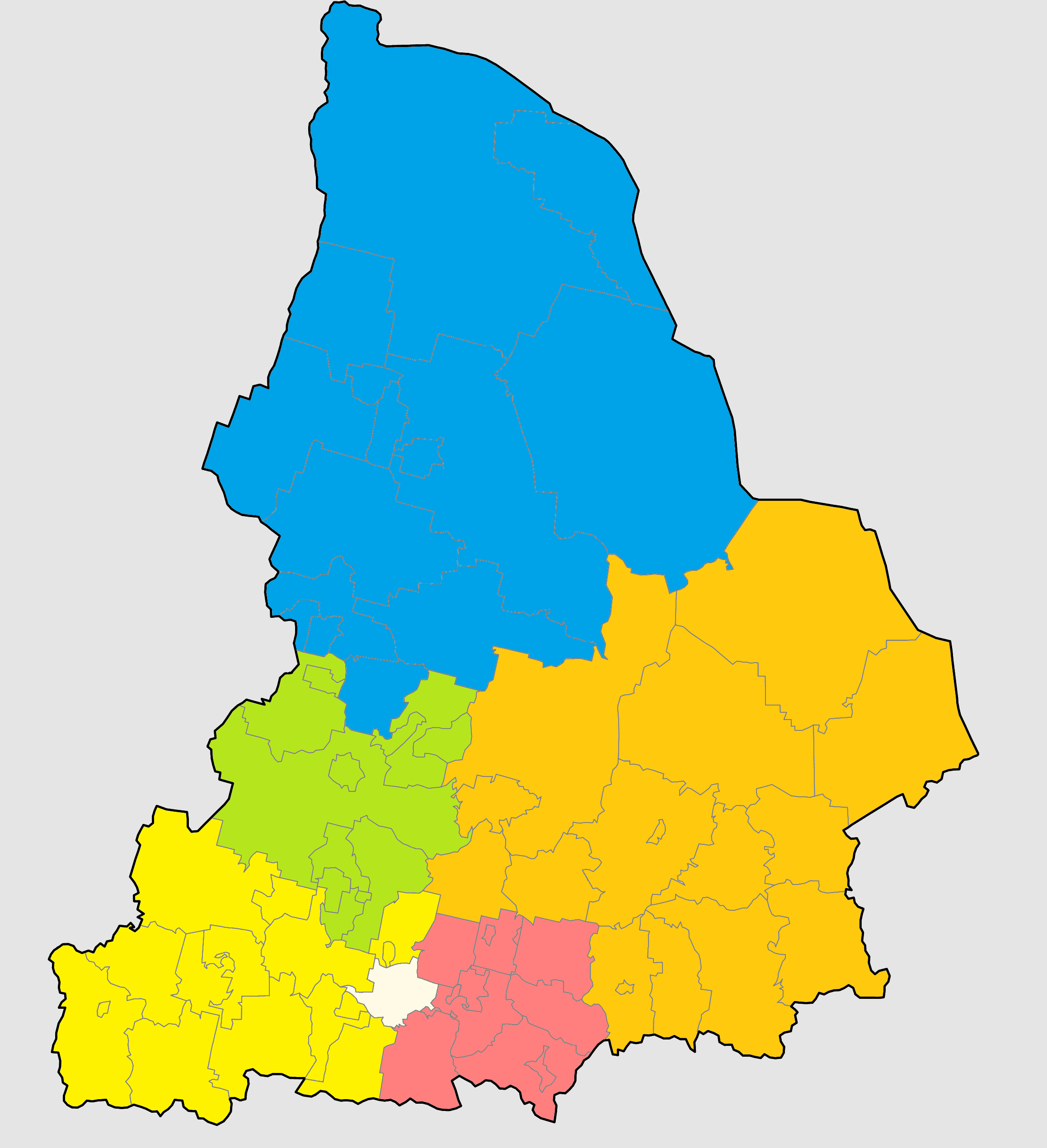
Управленческие округа Свердловской области

Административное устройство определяется Уставом области и областным законодательством. Область административно состоит из 30 районов, 25 городов областного подчинения, 4 закрытых административно-территориальных образований, объединённых в 94 муниципальных образования: 15 городских округов, 53 муниципальных округа и 5 муниципальных районов, а также 5 городских и 16 сельских поселений.
В 1996 году для координации деятельности областных органов власти область была поделена на пять управленческих округов: Северный (с центром в городе Краснотурьинске), Западный (Первоуральск), Горнозаводской (Нижний Тагил), Восточный (Ирбит) и Южный (Каменск-Уральский). Муниципальное образование «город Екатеринбург» не входит ни в один из управленческих округов. Законодательно установлено, что округа не являются административно-территориальными единицами, и органы государственной власти в них не образуются. Каждый округ возглавляется управляющим, который является по должности членом Правительства Свердловской области.
1 октября 2017 управленческие округа были упразднены как территориальные образования, однако сохранились администрации округов.

#### Делимитация границ области
Необходимость делимитации границы области была в том, что так называемая дорожная карта геодезической службы СССР не являлась юридическим актом. Иными словами туда просто заносили все изменения административного устройства на основании решений Верховного Совета, карта описывала границы, но она их не делимитровала. В этом не было необходимости.
Непосредственным поводом для принятия соглашений о границе послужила ситуация с двумя башкирскими населёнными пунктами. Получился юридический казус: несмотря на то, что сёла были башкирскими, земля принадлежала Свердловской области. В письме от декабря 2011 года Радий Хабиров обратился к Свердловскому правительству с предложением решить этот вопрос.
28 января 2015 года было опубликовано распоряжение губернатора 16, которое инициировало начало подготовки изменения границ области.
21 декабря 2017 года было заключено соглашение об описании местоположения границы между Республикой Коми и Свердловской областью.
Также в декабре 2017 года был решён вопрос по описанию границы с Ханты-Мансийским автономным округом путём заключения государственного контракта.
29 ноября 2018 года было заключено соглашение об описании местоположения границы между Пермским краем и Свердловской областью.
30 декабря 2019 года было заключено соглашение об описании местоположения границы между Челябинской областью и Свердловской областью с отторжением части территории в пользу первой. Вопрос был в том, что часть территории ЗАТО г. Снежинск, а именно земельный участок площадью 74 874 483 м², который находится в собственности Российской Федерации, располагался на территории Свердловской области, то есть одновременно входил и в состав ЗАТО, и в состав Сысертского района. Данный вопрос требовал решения.
24 октября 2020 года было заключено соглашение об описании местоположения границы между Башкирией и Свердловской областью, которое предполагало передачу части территории Свердловской области и включение в территорию Республики Башкортостан двух земельных участков, фактически занятых деревней Усть-Табаска (30 Га) и деревней Заимка (32 Га).
Власти Курганской и Тюменской областей согласились на составление акта об утверждении границы. В советские годы было определено, что участок площадью 641 га, расположенный на территории Слободо-Туринского района Свердловской области, выделен Тюменской области. На государственной топографической карте масштаба 1:100 000 границы анклава Тюменской области впервые изображены в 1960 году. Эксклав Тюменской области был сохранён приказом Росреестра от 24.12.2019 № П/0534 по вопросу границы с Курганской областью Росреестр утвердил приказ от 13.11.2019 № П/0471.
Полностью делимитация границ области и передача данных в ЕГРН завершились к августу 2021 года.

#### Населённые пункты
Населённые пункты с численностью населения более 15 тысяч человек
| Екатеринбург      | ↗1 548 187 |
| Нижний Тагил      | ↘328 157   |
| Каменск-Уральский | ↘160 312   |
| Первоуральск      | ↘110 999   |
| Серов             | ↘93 192    |
| Новоуральск       | ↘77 894    |
| Верхняя Пышма     | ↗73 727    |
| Берёзовский       | ↗60 566    |
| Ревда             | ↘59 521    |
| Асбест            | ↘56 533    |
| Краснотурьинск    | ↘55 727    |
| Полевской         | ↘54 364    |
| Лесной            | ↘48 231    |
| Верхняя Салда     | ↘40 474    |
| Красноуфимск      | ↗37 307    |
| Качканар          | ↘36 910    |
| Ирбит             | ↘36 587    |
| Реж               | ↘36 226    |
| Алапаевск         | ↘35 972    |
| Сухой Лог         | ↘32 461    |

| Тавда         | ↘32 272 |
| Богданович    | ↘29 895 |
| Артёмовский   | ↘28 775 |
| Заречный      | ↗28 517 |
| Камышлов      | ↘26 933 |
| Кушва         | ↘26 891 |
| Карпинск      | ↘25 396 |
| Североуральск | ↘24 029 |
| Среднеуральск | ↗23 651 |
| Невьянск      | ↘22 030 |
| Красноуральск | ↘21 384 |
| Сысерть       | ↘20 436 |
| Арамиль       | ↗19 805 |
| Кировград     | ↘18 497 |
| Нижняя Тура   | ↘17 985 |
| Туринск       | ↗16 594 |
| Нижняя Салда  | ↘16 233 |
| Рефтинский    | ↘15 084 |
| Дегтярск      | ↘15 061 |